# 사카타 대화재

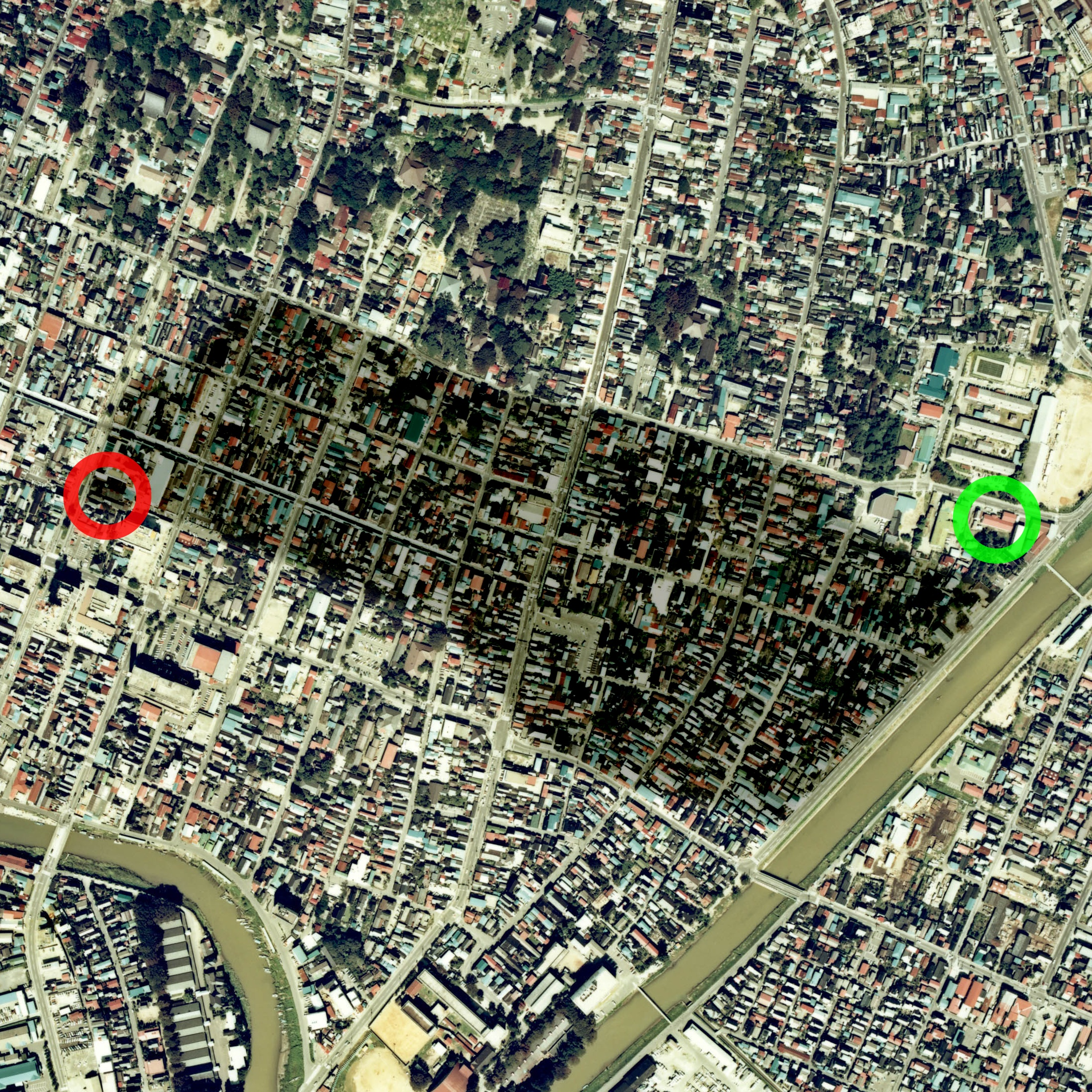
사카타 대화재 이전인 1976년 9월 16일 촬영한 항공사진에 대화재의 피해 상황을 덧씌운 모습. 어두운 부분은 화재 피해를 입은 지역이고, 빨강 동그라미가 화재가 처음 시작된 사카타 영화관이다. 초록색 원은 야마가타현 지방법무국 사카타지국 건물이다.

사카타 대화재(일본어: 酒田大火)는 1976년 10월 29일 일본 야마가타현 사카타시에서 일어난 화재이다.
영화관에서 화재가 처음 시작되어, 삽시간에 시내 상당 부분으로 번져갔다. 시내 건물의 대부분이 목조 건물인데다 때마침 강풍이 불어 진화가 쉽지 않았다. 다음날 10월 30일 겨우 진화됐다.

## 피해
희생자는 1명이며 이재민은 약 3,300명이다. 총 피해액은 405억 엔으로 추정된다. 22.5헥타르에 해당하는 건물 1,767동이 소실되었다.